# Chelmon
Chelmon là một chi cá biển thuộc họ Cá bướm. Những loài trong chi này được phân bố chủ yếu ở Đông Ấn Độ Dương và Tây Thái Bình Dương.

## Từ nguyên
Từ định danh chelmon được nhắc đến trong một bản báo cáo của Georges Cuvier (1816), được tác giả Hippolyte Cloquet sử dụng sau đó. Từ chelmon này được Hesychius xứ Alexandria, một nhà ngữ pháp người Hy Lạp cổ đại (sống vào khoảng thế kỷ 5 hoặc 6 SCN), đặt cho một loài cá không rõ, mà sau đó Cuvier đã dùng nó cho C. rostratus.

## Các loài

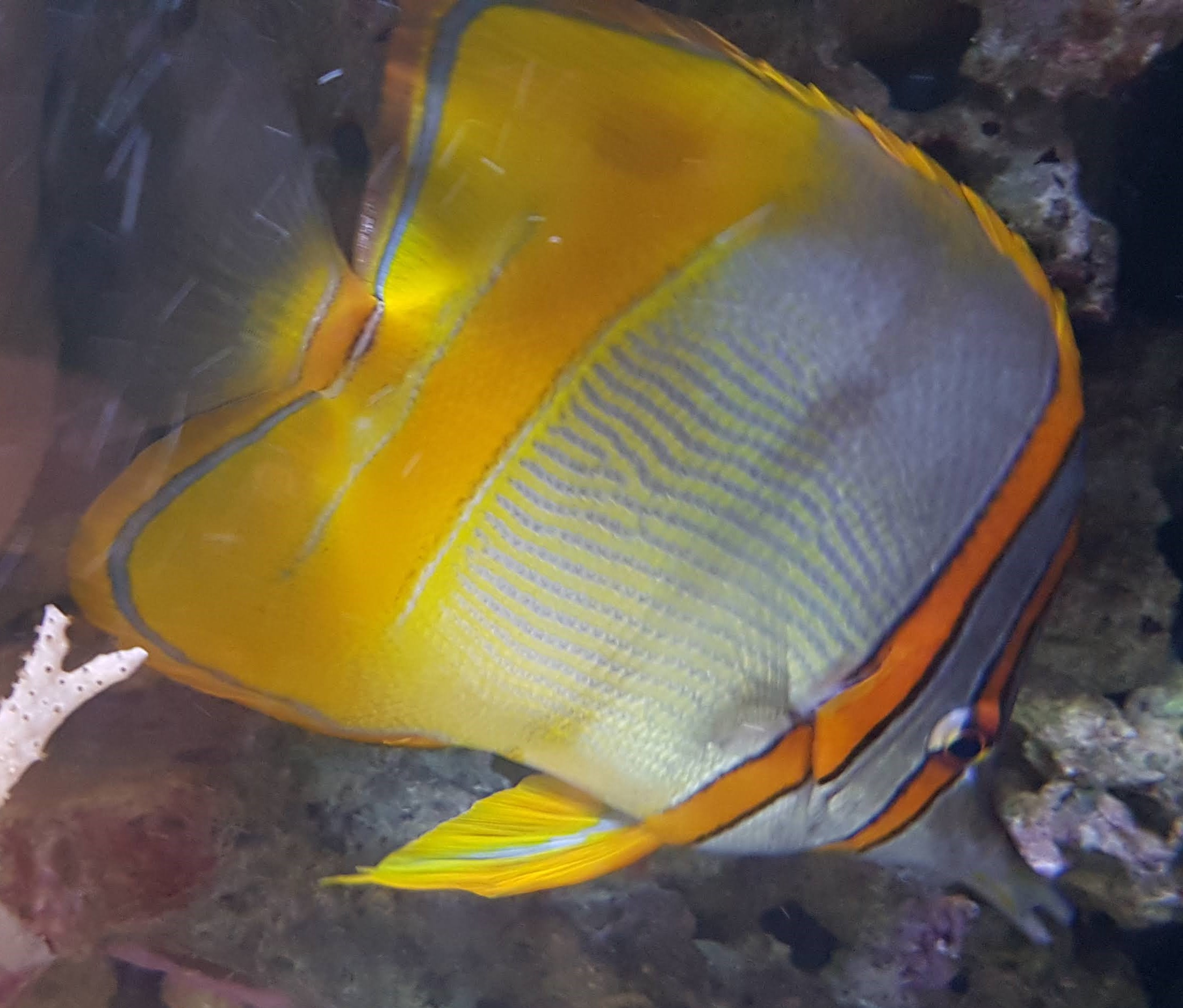
C. marginalis

Có ba loài được công nhận trong chi này, bao gồm:
- Chelmon marginalis Richardson, 1842
- Chelmon muelleri Klunzinger, 1880
- Chelmon rostratus (Linnaeus, 1758)

## Hình thái và sinh thái học
Chelmon đều có mõm nhọn và dài giúp chúng có thể kiếm ăn ở các khe hốc nhỏ trên các rạn san hô. Thức ăn của chúng chủ yếu là các loài cua, giun nhiều tơ và một số loài thủy sinh không xương sống.
Cả ba loài Chelmon kể trên có thể dễ dàng phân biệt được chúng dựa vào kiểu hình. Chỉ có C. rostratus là loài được nuôi làm cá cảnh, hai loài còn lại hầu như không thấy trên thị trường buôn bán cá cảnh.